# پناهگاه صخره‌ای زردی دراشکفت
پناهگاه صخره‌ای زردی دراشکفت مربوط به دوره اشکانیان - دوره ایلخانی است و در شهرستان پل‌دختر، بخش مرکزی، دهستان ملاوی، روستای گل گل سفلی واقع شده و این اثر در تاریخ ۱۵ دی ۱۳۸۷ با شمارهٔ ثبت ۲۴۲۶۴ به‌عنوان یکی از آثار ملی ایران به ثبت رسیده است.